# Roca de la Creu
La Roca de la Creu és una muntanya de 998 metres que es troba al municipi de Ribes de Freser, a la comarca catalana del Ripollès. És una de les puntes del Granòfir de Ribes, el granòfir més important de Catalunya.